# 皇家新月1号
皇家新月1号（No. 1 Royal Crescent）是英格兰萨默塞特郡巴斯的一座历史建筑博物馆，设在一座18世纪大房子里，展示乔治时代富有业主家庭“楼上”和“楼下”的两种生活。

## 历史

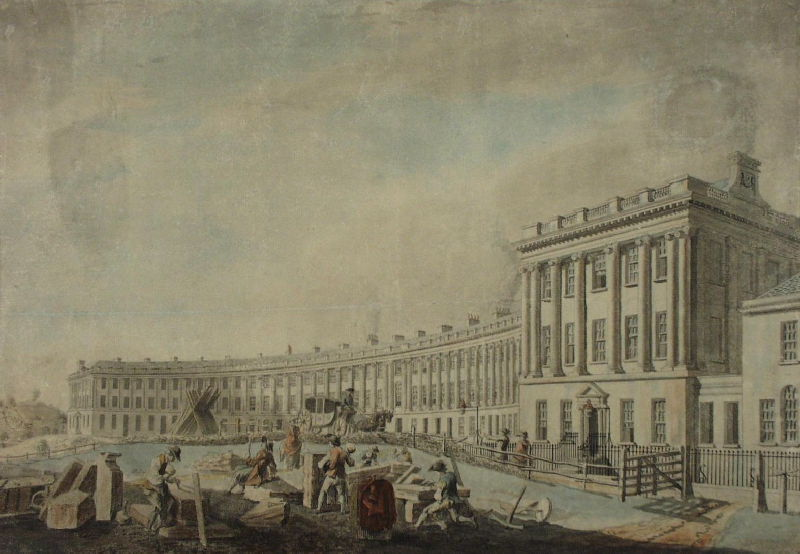

它是皇家新月东端的第一座建筑，由小约翰·伍德建于1767年至1774年，是18世纪英国最重要的城市建筑成就之一，代表巴斯帕拉第奧式建築的最高成就。
1967年，皇家新月1号由家族成员伯纳德·凯泽少校购买。他把房子捐赠给巴斯保护信托基金，并捐赠了一项用于修复和装修的基金。
皇家新月1号由慈善机构巴斯保护信托基金（Bath Preservation Trust）拥有和维护，目前是信托基金的总部,巴斯保护信托基金通过会员和捐助者提供的资金 。
在2012和2013年，巴斯保护信托基金从事一项重大的翻新项目(The Whole Story Project)，将皇家新月1号与皇家新月1A号的原仆人房重新相连，它们在20世纪曾被分开。其一部分曾经被由维多利亚时期文学评论家乔治·桑斯伯里使用， 自1960年代以来一直作为完全独立的住宅使用。。

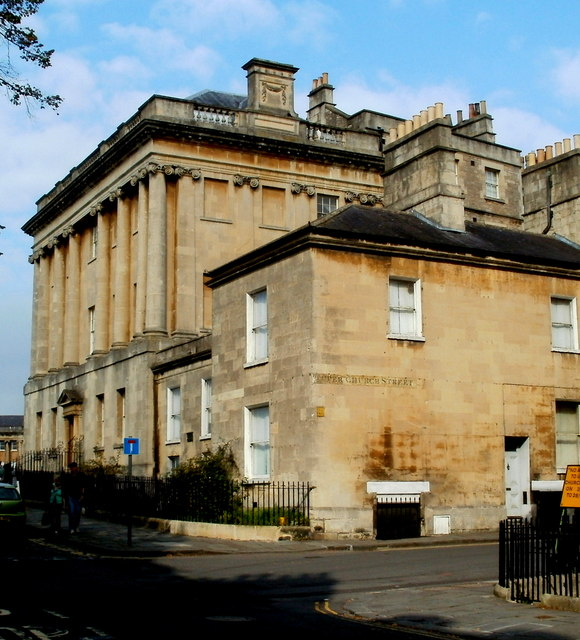